# Дрибница, Виталий Александрович
Виталий Александрович Дрибни́ца (укр. Віталій Олександрович Дрібниця; род. 28 июня 1965, Кривой Рог, УССР, СССР) — украинский видеоблогер, педагог, методист-историк, соавтор учебников по истории Украины для общеобразовательных школ. Автор популярного YouTube-канала на темы истории «Vox Veritatis». Проживает в городе Белая Церковь Киевской области.

## Биография
Родился 28 июня 1965 года в городе Кривой Рог Днепропетровской области в семье технической интеллигенции. Отец — Дрибница Александр Васильевич, кандидат технических наук.
С 1972 по 1982 год Виталий учился в средней школе № 8 Кривого Рога. Школу окончил с золотой медалью. В 1983—1985 годах служил в рядах советской армии в Центральной группе войск (Чехословакия).
В 1986—1991 годах учился в Киевском государственном педагогическом институте имени Максима Горького по специальности «Историк, методист воспитательных работ», где получил диплом с отличием.
В 1991—2001 годах работал учителем истории Ставищенского УВК № 1 Киевской области, а в 2001—2003 годах— учителем истории в гимназии № 1 в городе Белая Церковь.
В 2003—2020 годах — преподаватель общественных дисциплин Коммунального заведения высшего образования Киевского областного совета «Белоцерковский гуманитарно-педагогический колледж» (укр. «Білоцерківський гуманітарно-педагогічний коледж»), преподаватель кафедры педагогического мастерства института. Являлся соискателем кафедры теории и методики преподавания истории НПУ имени М. П. Драгоманова и работал над диссертационным исследованием «Современные методологические подходы к освещению истории и воплощения их в школьных учебниках всемирной истории для 6—8 классов».
В апреле 2020 года был одним из спикеров исторического вебинара для учителей, организованного Украинским институтом изучения Холокоста «Ткума» и Украинским издательским центром «Орион» (Киев) на тему «Методика: удобная для учителей и интересная для учеников».
Является постоянным членом жюри IV этапа Всеукраинской ученической олимпиады по истории.
В 2021 году начал блогерскую деятельность, основанную на развеивании мифов и нарративов об Украине в разговорах в чат-рулетке преимущественно с россиянами. Собственный YouTube канал Vox Veritatis во время полномасштабного вторжения стал одним из символов публичного диалога с россиянами, где историк опровергает враждебные нарративы против Украины.

## Общественная позиция
В декабре 2021 года подписал Открытое письмо учёных и общественности о фальсификациях в сфере исследования и распространения информации о Голодоморе — геноциде Украинского народа.
В марте 2022 года подписал совместное «Обращение к государствам-членам НАТО и всем союзникам Украины» от имени граждан Украины разных этнических и религиозных идентичностей гражданам иностранных стран, проживающим в Украине о безопасности украинского неба, защите гражданского населения и культурного наследия Украины в условиях полномасштабного военного вторжения РФ в Украину.
В 2023 году блогер высказался о представлениях россиян об Украине: «Для них Украина — это историческая часть России. И они совершенно сознательно полагают, что возвращают свои исторические территории. Это то, что Путин озвучил, но это и то, что отвечает понятиям „глубинного русского народа“. Они считают Украину частью территории России, которая была то ли ополячена, то ли заавстриизирована — что-то такое. Но они честно считают, что это их территория. И побороть это практически невозможно».
В феврале 2025 года Виталий Дрибница выразил мнение относительно радикального изменения украинского образования: «Надо ликвидировать, простите меня, к чёртовой матери, методические и административные учреждения, которые существуют между Министерством образования и школой: городские отделы образования, областные отделы образования — это когорта чиновников, которая не делает ничего и требует только отчётов».

## Награды и отличия
- 1998 — победитель Киевского областного этапа и дипломант Финала Всеукраинского конкурса «Учитель года-1998» в номинации «История»[1]
- Отличник образования Украины (22.09.2003)
- Топ 50 блогеров Украины-2024 по мнению Фокус, 17 место (2024)[2]

## Учебники и отдельные работы

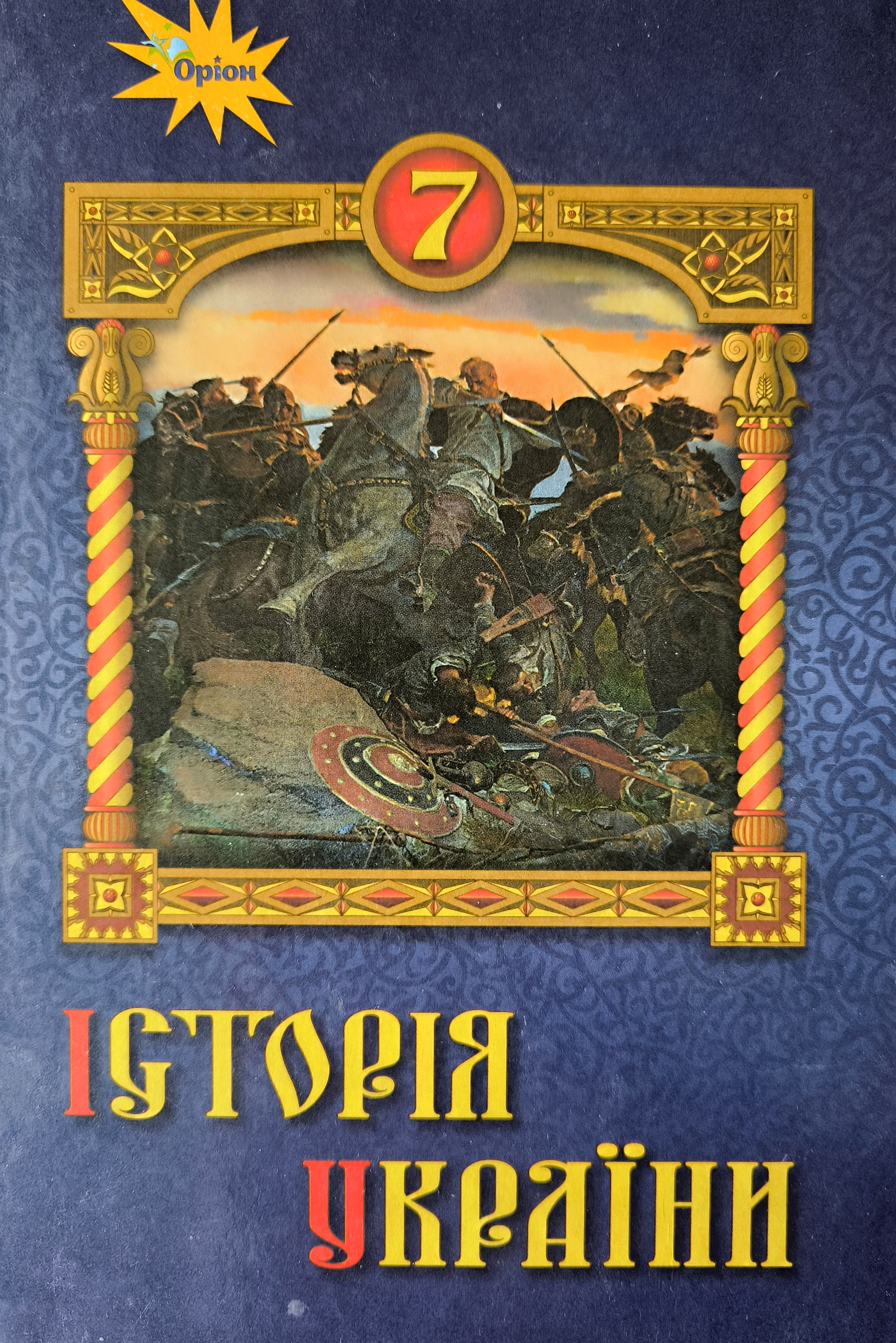
Учебник по истории Украины для 7 класса

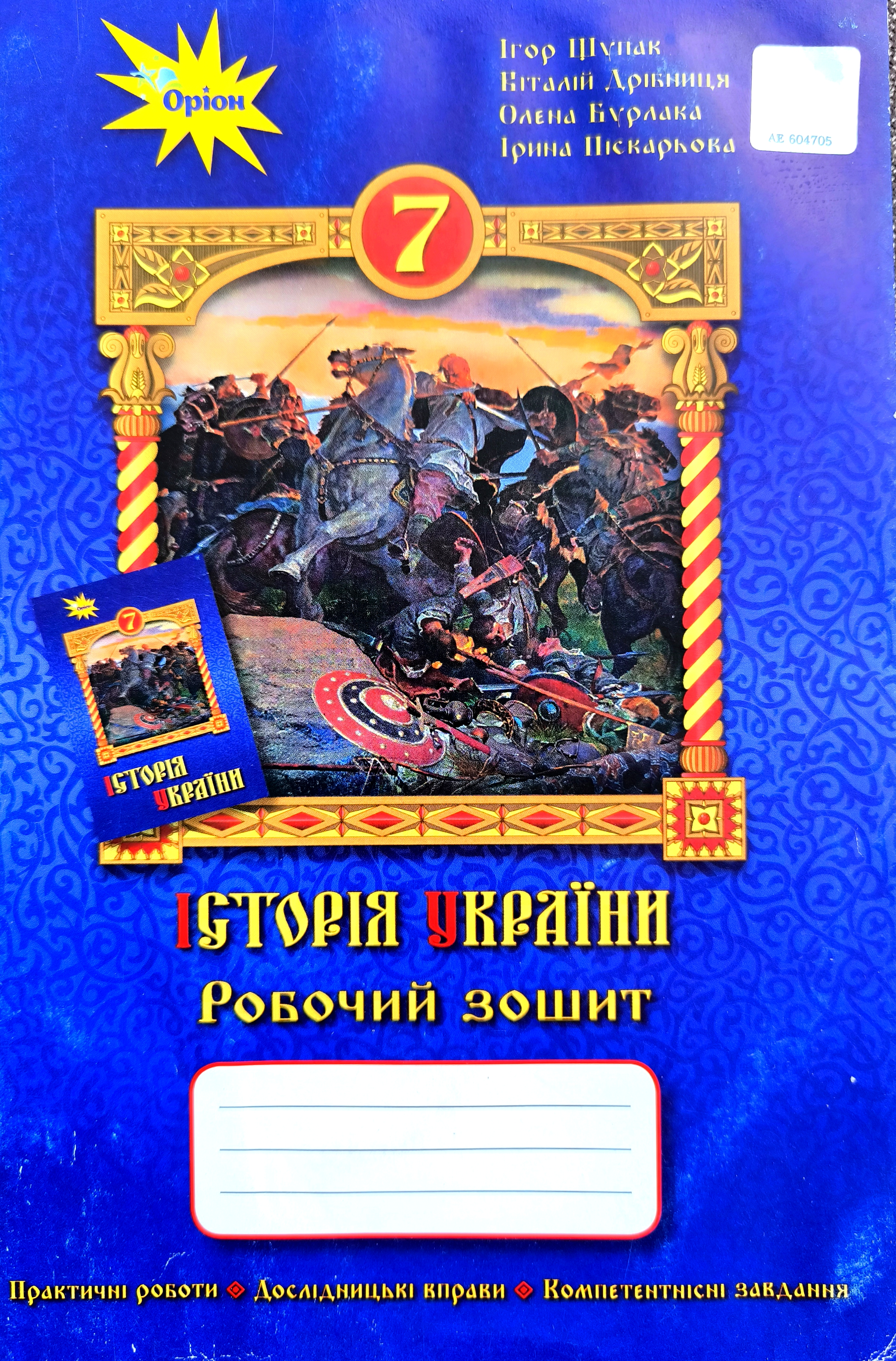
Рабочая тетрадь по истории Украины для 7 класса

- Дрибница В. А. — Новейшая история (1918—1945) [Текст]: науч.-метод. пособие по всемирной истории для 10 кл. / авт.-упоряд В. А. Дрибница. — Сумы, 1996. — Ч. 1. — 116 с.
- Дрибница В. А, Загоруй Е. В. — Новая история(конец XVIII в.—1918 г.) [Текст]: науч. пособие для 9-го кл. Сумы: [б.в.], 1996. — 111 с.
- Дрибница В. А. — Всемирная история. [Текст]: пособие по всемирной истории для учителей и учеников 8 кл. — К., 1997.
- Дрибница В. А. Новая История (XVI—конец XVIII века) — [Б. м.]: [б.в.], 1997. — 127 с.
- Дрибница В. А. — Всемирная история. Новая история (XVI — конец XVIII в.) [Текст]: учеб. для 8 класса — К.: А. С. К.: Диез-продукт, 1998. — 224 с. ISBN 966-539-112-7
- Дрибница В. А. — Всемирная история. Новая история [Текст]: пособие для 9 кл./авт.- упоряд. В. А. Дрибница. — К.: Фаренгейт, 1999. Ч. 2: Конец XVIII — начало XX века. — К.: [б.в.], 1999. — 219 с.ISBN 966-954-879-9
- Дрибница В. А. Всемирная история[Текст]; Новая история(XVI — конец XVIII века)/В. А. Дрибница, В. В. Крыжановская. — К.: Компания «Диез-продукт», 1999. — 224 с. ISBN 966-954-870-5
- Голованов С. А., Дрибница В. А. — Всемирная история. История древнего мира [Текст]: пособие для 6 кл./С. О. Голованов, В. А. Дрибница. — К.: Фаренгейт, 1999. — 271 с. ISBN 966-954-873-X
- Дрибница В. А. — История Украины (от древнейших времён до начала XX века) [Текст]: пособие для учеников 9-х классов школ, лицеев и гимназий до экзаменов в 2000 году: Экзаменационные билеты: История Украины. — К.: Фаренгейт, 2000. — 64 с.
- Дрибница В. А. — Всемирная история [Текст]: Новая история(XVI — конец XVIII века)/В. А. Дрибница, В. В. Крыжановская. — К.: Фаренгейт, 2000. — 221 с. ISBN 966-539-112-7
- Дрибница В. А. — Всемирная история. Новая история (XVI — конец XVIII века) [Текст]: учебн. для 8 кл./В. А. Дрибница, В. В. Крыжановская — К.: Фаренгейт, 2001. — 256 с. ISBN 966-776-419-2
- Дрибница В. А. — История Украины XX века [Текст]: пособие для уч. 11 кл. общеобр. школ, выпускников лицеев и гимназий согласно с гос. итоговой аттестацией в 2002 уч. году: Образцы ответов на вопросы экзаменационных билетов/В. А. Дрибница. — К.: Фаренгейт, 2002. — 128 с. ISBN 966-776-421-4
- Дрибница В. А. — Словарь-справочник по всемирной истории. Раннее Новое время XVI——XVIII века [Текст]/ В. А. Дрибница, В. В. Крыжановская; Упр. образования и науки Киев. обл. гос. админ., Киев. обл. ін-т післядип. образ. пед. кадров. — Белая Церковь: КОИПОПК, 2003. — 206 с.
- Дрибница В. О. — Истрия Украины XX века: Пособие для выпускников школ, лицеев и гимназий, абитуриентов высших учебных заведений. — К.: Диез-продукт, 2004. — 132 с.
- Дрибница В. А. — Всемирная история XX века: Пособие для выпускников школ, лицеев и гимназий, абитуриентов высших учебных заведений. — К.: Диез-продукт, 2004. — 80 с.
- Дрибница В. А. — История Украины XX—XXI в.: Пособие для выпускников школ, лицеев и гимназий, абитуриентов высших учебных заведений. — К.: Диез-продукт, 2005. — 128 с.
- Дрибница В. А. — Использование компьютера на уроках социально-гуманитарных дисциплин/История и правоведение. — 2005. — № 14 (42).
- Дрибница В. А. — «Прочь от Москвы!..» (Таки был прав Мыкола Хвылевой)/История Украины. — 2005. — № 18 (418).
- Дрибница В. А. — История Украина XX—XXI века. Вопросы и ответы. — К.: Диез-продукт, 2006.
- Дрибница В. А. — Внедрение курса «Основные методологические подходы к содержанию исторического образования» в процесс повышения квалификации учителей социальных дисциплин/Вестник последипломного образования: Сборник научных работ. — Выпуск 3/Ред. кол.: В. В. Олейник(где. ред.) и др. — К.: Миллениум, 2006. — С. 82—92.
- Дрибница В. А. — История Украины XX—XXI в.: Пособие для выпускников школ, лицеев и гимназий, абитуриентов высших учебных заведений. — К.: Диез-продукт, 2007.
- Дрибница В. А. — Очерки из всемирной истории(XVI — первая половина XVII века)[Текст]: [посібник]/Дрибница В. А., Крыжановская В. В. — К.: Знания Украины, 2013. — 287 с.: іл. ISBN 966-316-329-1
- История Украины: учебник. для 7 кл. заведений общего среднего образования/В. А. Дрибница, И. Я. Щупак, О. В. Бурлака, И. О. Пискарёва. — Киев: УОВЦ «Орион», 2020. — 176 с. ISBN 978-966-991-039-4
- Щупак И. Я., Бурлака О. В., Дрибница В. О., Желиба О. В., Пискарёва И. О. — История Украины: учеб. для 7 кл. заведений общего среднего образования/Киев: УОВЦ «Орион», 2024, 192 с.: ISBN978-966-991-295-4: іл. ISBN 978-966-991-295-4
- Щупак И. Я., Старченко Н. П., Бурлака О. В., Власова Н. С, Врадий Е. А., Громенко С. В., Дрибница В. А., Желиба О. В., Кронгауз В. О., Пискарёв И. О., Секиринский Д. О. Всемирная история: учеб. для 8 кл. заведений общего среднего образования/Киев: УОВЦ «Орион», 2025, 187 с.: ISBN 978-966-991-408-8
- Щупак И. Я., Старченко Н. П., Бурлака О. В., Власова Н. С., Галушко К. Ю., Дрибница В. О., Желиба О. В., Пискарёва И. О., Репан О. А., Секиринский Д. О., Черкас Б. В. История Украины: учебн. для 8 кл. заведений общего среднего образования/Киев: УОВЦ «Орион», 2025, 245 с.: ISBN 978-966-991-409-5